# Alekszandar Salamanov
Alekszandar Sztefanov Salamanov (bolgárul: Александър Cтефанов Шаламанов, Pleven, 1941. szeptember 4. – 2021. október 25.) bolgár válogatott labdarúgó.
A bolgár válogatott tagjaként részt vett az 1966-os és az 1970-es világbajnokságon.

## Sikerei, díjai
Szlavija Szofija
- Bolgár kupa (3): 1962–63, 1963–64, 1965–66

Egyéni
- Az év bolgár labdarúgója (2): 1963, 1966